# Camps de Cabanyals
Els Camps de Cabanyals és un grup de camps de conreu del terme municipal de Sant Quirze Safaja, a la comarca del Moianès, en territori del poble de Bertí.
Es tracta d'uns camps de conreu situats al sud-est de la masia de Cabanyals, al nord-est de la Roca Gironella i al nord de la Cascada de Roca Gironella, a l'esquerra del Rossinyol i a llevant de la Costa de Cabanyals.